# كين ماكينون
كين ماكينون (بالإنجليزية: Ken MacKinnon) هو عالم اجتماع بريطاني، ولد في 1933 في London Docklands ‏ في المملكة المتحدة.